# Список организаторов голодомора (СБУ)
Список партийных и советских руководителей, руководящих сотрудников ОГПУ и ГПУ УССР, а также документов, ставших организационно-правовым основанием для проведения на Украине политики Голодомора-Геноцида и репрессий — опубликованный[когда?] Службой безопасности Украины список лиц и документов, составленный по её архивным материалам, перечисляет членов ОГПУ и ГПУ УССР периода 1932—1933 годов, а также документы, которые были подписаны ими лично и стали, с точки зрения составителей списка, организационно-правовым основанием для «организации Голодомора» и проведения массовых репрессий.

## Проблематика вопроса
Впервые Служба безопасности Украины обнародовала приведённые документы 2006 года, во время презентации электронной версии и оригиналов архивных документов ГПУ УССР, которые освещают массовый голод на Украине в 1932—1933 годах. Эти материалы также включены в научно-документальное издание «Рассекреченная память. Голодомор 1932—1933 годов на Украине в документах ГПУ-НКВД».
По утверждению СБУ, архивные документы беспрекословно свидетельствуют, что массовый голод на Украине в 1932—1933 годах стал следствием «спланированных преступных действий тоталитарного коммунистического режима».
12 июня 2008 года временно исполняющий обязанности председателя СБУ Валентин Наливайченко в Дюссельдорфе (Германия) на церемонии открытия выставки, посвященной памяти жертв Голодомора 1932—1933 годов на Украине заявил:
Мы хотим, согласно действующему законодательству и в сотрудничестве с другими компетентными органами, установить имена организаторов и исполнителей геноцида. … Служба безопасности стоит на позиции, что никаких тайн в вопросах, касающихся Голодомора, нет и не может быть.
СБУ утверждает, что формирование полного списка причастных к организации «Голодомора-Геноцида на Украине» возможно только с использованием других архивных материалов, в частности, документов коммунистической партии, документов карательных органов СССР:
Обнародованный список был подготовлен по имеющимся только в архивах СБУ материалам. В других государственных архивах, частных собраниях, в распоряжении общественных организаций, безусловно, имеются дополнительные сведения, которые могут существенно дополнить этот перечень.

## Критика
«Украинский еврейский комитет заявил, что опубликованный недавно Службой Безопасности Украины на основании её архивных материалов первый „Список партийных и советских руководителей, руководящих сотрудников ОГПУ и ГПУ УССР, а также документов, которые стали организационно-правовым основанием для проведения на Украине политики Голодомора-Геноцида и репрессий“, фактически возлагает этническую ответственность за трагедию Голодомора на евреев и латышей». Одновременно с указанными неточностями УЕК отметил в опубликованном документе и то, что там не указаны «истинные виновники Голодомора — Петровский, председатель президиума Верховного Совета УССР, Чубарь, председатель Совнаркома УССР, Приходько, генеральный прокурор УССР, Скрыпник и другие».

## Список
| № п / п | Ф. И. О                                      | Должность на момент подписания документа                                                                                | Наименование документа | Краткий комментарий | Кому адресовались директивы |
| ------- | -------------------------------------------- | --- | --- | --- | --- |
| 1       | Сталин (Джугашвили) Иосиф Виссарионович      | Генеральный секретарь ЦК ВКП(б)                                                                                         | № 9. Выписка из протокола заседания политбюро ЦК ВКП(б) об утверждении инструкции Верховного суда и ОГПУ по применению постановлений ЦИК и Совнаркома СССР. 16 сентября 1932 № 31. Тайное письмо руководителям партийных и советских органов по хлебозаготовок в Ореховском районе Украины. 7 декабря 1932 г | С документом присылалась Инструкция по применению постановления ЦИК и СНК СССР от 7 августа 1932, т. н. Закона о пяти колосках Молниеносная реакция «вождя» на присланные Председателем ГПУ УССР Реденс С. Ф. в секретный отдел ЦК ВКП(б) материалы следствия по делу сопротивления хлебозаготовкам в Ореховском районе Днепропетровской области               | Членам ЦКК ВКП(б), заместителю Председателя ОГПУ СССР Балицкому В. А. (Обязательно для выполнения руководящими и оперативными сотрудниками ГПУ УССР, которые в 1932—1933 годах насчитывалось около 1200 человек). Всем членам и кандидатам ЦК и ЦКК, секретарям обкомов, крайкомов, национальных ЦК, всем секретарям райкомов и председателям райисполкомов, всем членам-партийцам Коллегии Наркомзема СССР. Ориентировал на усилении репрессий по т. н. врагам с партийным билетом в кармане |
| 2       | Винокуров Александр Николаевич               | Председатель Верховного суда (ВС) СССР                                                                                  | № 9 (приложение). Инструкция Верховного суда СССР, прокурора ВС СССР и ОГПУ о применения постановления ЦИК и СНК СССР от 7 августа 1932 г 13 сентября 1932 г. | Относительно применения постановления ЦИК и СНК СССР от 7 августа 1932 г., т. зв. Закона о пяти колосках. | ВС СССР и Прокуратуре ВС СССР, НКЮ союзных республик, председателям краевых (областных) судов, краевым (областным) прокурорам, председателям и прокурорам линейных судов, районным прокурорам. Председателю ГПУ Украины, полномочным представителям ОГПУ, ДТВ ОГПУ, начальникам оперсекторов |
| 3       | Ягода Генрих (Енох) Григорьевич (Гершенович) | Заместитель Председателя ОГПУ                                                                                           | № 11. Директивная записка по ВЧ-связи заместителя Председателя ОГПУ руководству Постоянного Представительства (ПП) ОГПУ по Крыму об усилении борьбы с расхитителями государственной и общественной собственности. 25 сентября 1932 г. | По активизации борьбы с расхитителями государственной и общественной собственности на основании постановления ЦИК и СНК СССР от 7 августа 1932 Содержит требование «обеспечить необходимую силу репрессий» | ПП ОДПУ по Крыму (всего в ПП ОДПУ по Крыму работало приблизительно 150 особ) |
| 4       | Балицкий, Всеволод Аполлонович               | Полномочный представитель ОГПУ по УССР, заместитель Председателя ОГПУ, возглавлял комиссию по введению паспортов в СССР | № 47. С оперативного приказа № 2 по ГПУ УССР. 13 февраля 1933 | Перед органами ГПУ ставилась задача «срочно усилить темпы следствия, обеспечив в кратчайший срок полную ликвидацию контр-революционного повстанческого подполья» | Всем органам ГПУ УССР. Приказ обязывал руководителей и оперативных сотрудников органов ГПУ УССР усилить репрессивные меры |
| 5       | Прокофьев Георгий Евгеньевич                 | Заместитель Председателя ОГПУ СССР                                                                                      | № 48. Директива всем ПП ОГПУ по продолжению выявления членов «контрреволюционной организации» в сельском хозяйстве. 14 февраля 1933 | Директива требует принять незамедлительные меры по выявлению членов «контрреволюционной организации» в сельском хозяйстве. | Всем Постоянным Представительствам ОГПУ, в том числе ПП ОГПУ в Крыму |
| 6       | Реденс, Станислав Францевич                  | Председатель ДПУ УССР                                                                                                   | № 2. Извещение ГПУ УССР о настроениях и противодействии партийцев и комсомольцев во время хлебозаготовок. 20 ноября 1932 г.; № 17. Докладная записка о мерах по проведению операции против «кулацко-петлюровских и контрреволюционных элементов». 22 ноября 1932 г.; № 27. Оперативный бюллетень ГПУ УССР по борьбе с "деревенской контрреволюцией. 5 декабря 1932 г.; № 33. Сопроводительное письмо председателя ГПУ УССР с информационным извещением о борьбе с «саботажем хлебозаготовок» в колхозах. 8 декабря 1932 | Обобщённая информация о т. н. правооппортунистических настроениях среди местных партийных, советских и хозяйственных руководителей О проведении операции против «кулацко-петлюровских и контрреволюционных элементов» О мероприятиях по борьбе с «деревенской контрреволюцией» Оперативный бюллетень ГПУ УССР по делам, связанным с «саботажем хлебозаготовок» | Первому секретарю ЦК КП (б) У Косиору С. В. На сопроводительных письмах и в конце документов имеются собственноручные подписи Председателя ГПУ УССР Реденса С. Ф. |
| 7       | Карлсон, Карл Мартынович                     | Заместитель Председателя ГПУ УССР                                                                                       | № 1. Записка ГПУ УССР об организационно-хозяйственном состояние колхозов по материалам агентурного изучения их деятельности за 1931 г. '29 марта 1932 | Содержатся сведения о трудном организационно-хозяйственном состоянии колхозов, отсутствии материально-технического обеспечения и низкой производительности труда в колхозах | Председателю ВУСПС, заместителю председателя СНК УССР Сухомлин К. В. |
| 8       | Леонюк, Фома Акимович                        | Заместитель Председателя ГПУ УССР                                                                                       | № 32. Справка о лицах, осужденных по делам, заведенным органами ГПУ УССР и милиции в августе-ноябре 1932 г. в связи с хлебозаготовками. 8 декабря 1932 г. | Документ свидетельствует о количестве лиц, осужденных по делам, заведенным органами ГПУ УССР в ходе хлебозаготовительной кампании 1932 | Справка для использования в отчётности перед вышестоящими инстанциями |
| 9       | Миронов, Лев Григорьевич                     | Начальник Экономического управления (ЭКУ) ОГПУ                                                                          | № 50. Из обвинительного заключения по делу о контрреволюционной заговоре в сельском хозяйстве. Апрель 1933 | Содержит сведения по раскрытию «контрреволюционной организации в сельском хозяйстве», филиалы которой якобы были организованы во всех сельскохозяйственных районах СССР | Ориентирование по усилению оперативно-розыскной работы органами ГПУ. |
| 10      | Салынь, Эдуард Петрович                      | Полномочный представитель (ПП) ОГПУ по Крыму                                                                            | № 5. Директива руководства ЧП ОГПУ в Крыму о мерах по противодействию вывозу хлеба за пределы Крыма. 26 февраля 1932 г. № 10. Циркуляр Экономического отдела ПП ОГПУ по Крыму о борьбе с хищением государственного и общественного имущества 23 сентября 1932 | О мероприятиях по противодействию вывозу излишков хлеба за пределы Крыма со спекулятивной целью Указывает на необходимость неукоснительного выполнения Инструкции о применении постановления ЦИК и СНК СССР от 7 августа 1932 | Начальникам райотделений, уполномоченным ПП ОДПУ по Крыму, начальнику ГУ РКМ по усилению карательных мер против «мешочников» Всем начальникам городских и райотделений, райуполномоченным ОГПУ по Крыму |
| 11      | Тимофеев, Михаил Михайлович                  | Начальник Харьковского облотдела ГПУ УССР                                                                               | № 16. Служебная записка по справке Харьковского облотдела ГПУ УССР о арестованных и тех, которые подлежали аресту, работников колхозного аппарата 21 ноября 1932 г | Содержит сведения о арестах работников колхозного аппарата на Харьковщине. Документ свидетельствует о том, что С. Косиор лично давал указания об арестах среди руководящего аппарата колхозов. | Косиору С. В. |
| 12      | Кацнельсон, Зиновий Борисович                | Начальник Харьковского облотдела ГПУ УССР                                                                               | № 51. Личное письмо Председателю ГПУ УССР Балицкий В. А. 5 июня 1933 г. | По распространению голода в Харьковской области и г. Харькове | Балицкого В. А. (С 21.02.1933 г. по 10.07.34 г. Полномочный представитель ОГПУ по УССР и Председатель ГПУ УССР) |
| 13      | Каминский, Яков Зельманович                  | Заместитель начальника Одесского облотдела ГПУ УССР                                                                     | № 49. Из обвинительного заключения по делу «контрреволюционной вредительской организации в сельском хозяйстве Одесской области». 7 апреля 1933 г. | По т. н. «Вредительства» в сельском хозяйстве Одесской области | |
| 14      | Козельский, Борис Владимирович               | Вр. и. о. начальника Секретно-политического отдела (СПВ) ГПУ УССР                                                       | № 7. Из письма руководства СПВ ГПУ УССР начальнику СПВ ОГПУ Г. Молчанову 10 сентября 1932 г. | Относительно попытки украинских учёных проинформировать М. Грушевского о голоде в УССР | Начальнику СПВ ОДПУ Молчанову Г. А. |
| 15      | Пустовойтов, Сергей Аполлонович              | Вр. и. о. начальника 2-го отделения СПВ ГПУ УССР                                                                        | № 7. Из письма руководства СПВ ГПУ УССР начальнику СПВ ОГПУ Г. Молчанову 10 сентября 1932 г. | Относительно попытки украинских учёных проинформировать М. Грушевского о голоде в УССР | Начальнику СПВ ОГПУ Молчанову Г. А. |
| 16      | Букшпан, Михаил Маркович                     | Начальник Учётно-статистического отдела ГПУ УССР                                                                        | № 14. Анализ цифровых данных по оперативной работе органов ГПУ УССР по сельскому террору за время с 1 января 1932 по 1 ноября 1932 г. 8 декабря 1932 г. № 21. Справка о лицах, арестованных органами ГПУ УССР в августе-ноябре 1932 г. в связи с хлебозаготовками. Ноябрь 1932 г. № 39. Справка о движении дел и лиц, арестованных в ходе операции в органах ГПУ УССР 30 декабря 1932 г. | Статистические данные о борьбе органов ГПУ УССР с «сельским террором». Относительно арестованных в связи с хлебозаготовками участников «контрреволюционного движения в прошлом» Относительно движения дел и арестованных в результате операции ГПУ на селе | Балицкого В. А., Реденс С. Ф., Леплевского И. М., Карлсону К. М., Леонюк Х. А., Кривцы Ю. Х., Галицком Постышеву П. П. (с января 1933 — 2-й секретарь ЦК КП (б) У) |
| 17      | Друскис, Франц Семёнович                     | Начальник Транспортного отдела (ТВ) ДПУ УСРР                                                                            | № 3. Спецсообщение ТВ ГПУ УССР о антипартийных и антисоветских проявлениях партийцев на транспорте. 13 декабря 1932 г. | О антипартийных проявлениях среди членов КП (б) У на транспорте | Зампреда ОГПУ Балицкого В. А., Реденс С. Ф., Карлсону К. Н., начальник оперативного отдела ОГПУ Леплевского И. Н., начальник ТВ ОГПУ Прохорову Т. А. |
| 18      | Кривец, Ефим Фомич                           | Начальник СПВ ГПУ УССР                                                                                                  | № 18. Письмо о «саботаже хлебозаготовок» руководителями Ореховского района. 23 ноября 1932 г. | О «саботаже хлебозаготовок» партийными и хозяйственными руководителями Ореховского района Днепропетровской области | Реденс С. Ф. |
| 19      | Ивановский, Израиль Давидович                | Начальник ЭКВ ПП ОГПУ в Крыму                                                                                           | № 19. Директива руководства ЭКВ ПП ОГПУ в Крыму начальникам городских, районных отделений и райуполномоченным ОГПУ в Крыму по контролю за исполнением директивы о запрете совхозам продавать мясо и масло. 25 ноября 1932 г. | О контроле за исполнением директивы о запрете совхозам Крыма продавать мясо и масло. | Начальникам городских, райотделений и райуполномоченным ОГПУ |

## Сокращения
- ЦК ВКП(б) — Центральный Комитет Всесоюзной Коммунистической партии (большевиков)
- ОГПУ — Объединённое государственное политическое управление
- ЦИК — Центральный исполнительный комитет
- РНК, Совнарком — Совет народных комиссаров
- ЦКК — Центральная контрольная комиссия
- ГПУ — Государственное политическое управление
- Наркомзем — Народный комиссариат земледелия
- ВС — Верховный Суд
- НКЮ — Народный комиссариат юстиции
- ДТВ — дорожно-транспортный отдел
- ПП — постоянное представительство
- ВУСПС — Всеукраинский совет профессиональных союзов
- ЭКУ — Экономическое управление
- ГУ РКМ — Главное управление рабоче-крестьянской милиции
- Облотдела — областной отдел
- СПВ — секретно-политический отдел
- ТВ — транспортный отдел
- ЭКВ — экономический отдел